# 아네지브
아네지브는 이집트 제1왕조의 파라오이다. 호루스 이름은 아네지브로, "그의 심장은 안전하다"는 뜻이다.
마네토의 연대기에 따르면 아네지브는 26년간 통치한 미에비도스이다.
아네지브는 그 후임인 세메르케트와 약간의 갈등이 있었던 것으로 보인다. 사카라 석판에는 아네지브가 기록된 반면에, 세메르케트는 기록되지 않았다. 반면에 돌 꽃병 등의 유적에 적혀 있던 아네지브의 이름은 세메르케트 시절에 많이 지워진 것으로 보인다.
또한 아비도스에 위치한 아네지브의 무덤인 '무덤X'는 아비도스의 왕릉 중에서 가장 초라하고 엉성하게 지어져 있다.

## 참고 문헌
- 피터 클레이턴(Peter Clayton) 저, 정영목 역, 《파라오의 역사》, 까치, 2004

| 전임 덴 | 고대 이집트의 파라오 26년 | 후임 세메르케트 |